# Molesme
Pour l’article homonyme, voir Molesmes.
Molesme est une commune française située dans le département de la Côte-d'Or en région Bourgogne-Franche-Comté.
L'abbaye Notre-Dame de Molesme est le principal monument historique de la commune.
La commune a modifié son orthographe 25 décembre 1997 (ancienne orthographe : Molesmes).

## Géographie
Le village de Molesme est situé à la croisée de trois départements : la Côte-d'Or, où est implantée la commune, l'Yonne, à 12 km à l'ouest et l'Aube à 9 km au nord-est.
Le village s'est construit autour de l'abbaye bénédictine, à flanc de colline, et surplombe une partie de la vallée de la Laigne, entre l'ancien site gallo-romain de Vertillum et les premières vignes de Champagne.

### Accès
Molesme est accessible depuis la commune mitoyenne des Riceys située dans l'Aube au nord et Laignes au sud.

### Hydrographie
Molesme est traversé par la Laignes

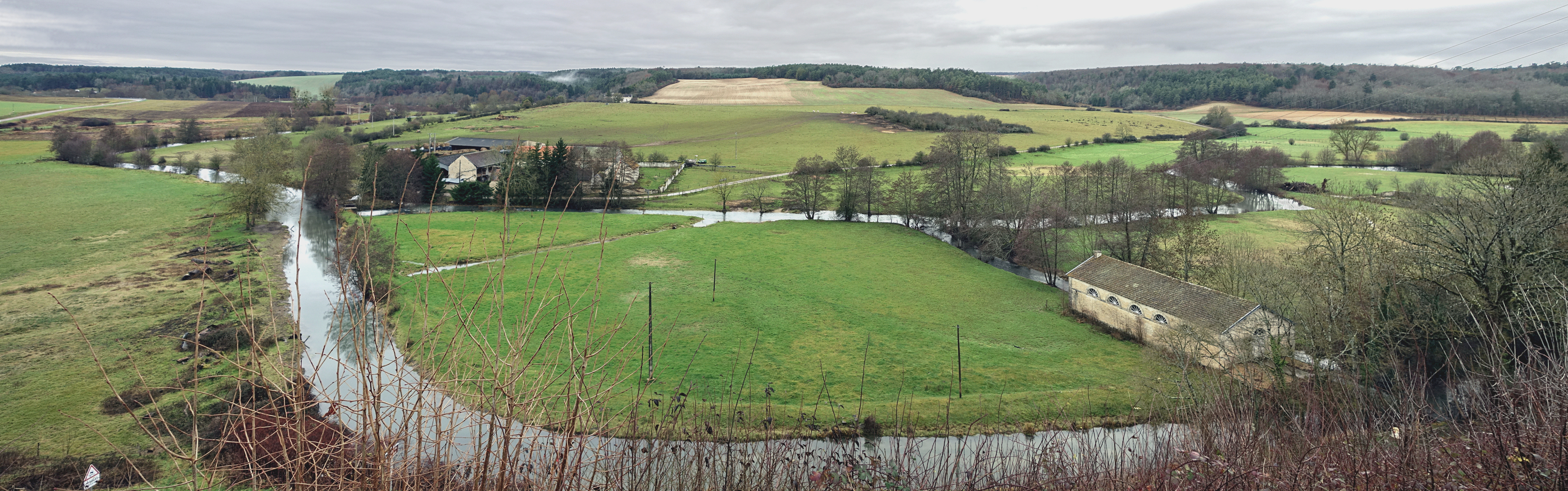
La boucle du bief de la Laigne depuis Molesme.

### Climat
Pour des articles plus généraux, voir Climat de la Bourgogne-Franche-Comté et Climat de la Côte-d'Or.
En 2010, le climat de la commune est de type climat des marges montargnardes, selon une étude du Centre national de la recherche scientifique s'appuyant sur une série de données couvrant la période 1971-2000. En 2020, Météo-France publie une typologie des climats de la France métropolitaine dans laquelle la commune est exposée à un climat océanique altéré et est dans la région climatique  Lorraine, plateau de Langres, Morvan, caractérisée par un hiver rude (1,5 °C), des vents modérés et des brouillards fréquents en automne et hiver. 
Pour la période 1971-2000, la température annuelle moyenne est de 10,2 °C, avec une amplitude thermique annuelle de 15,9 °C. Le cumul annuel moyen de précipitations est de 840 mm, avec 12,4 jours de précipitations en janvier et 8,4 jours en juillet. Pour la période 1991-2020, la température moyenne annuelle observée sur la station météorologique de Météo-France la plus proche, « Cruzy_sapc », sur la commune de Cruzy-le-Châtel à 14 km à vol d'oiseau, est de 11,1 °C et le cumul annuel moyen de précipitations est de 845,8 mm,. Pour l'avenir, les paramètres climatiques de la commune estimés pour 2050 selon différents scénarios d'émission de gaz à effet de serre sont consultables sur un site dédié publié par Météo-France en novembre 2022.

## Urbanisme

### Typologie
Au 1er janvier 2024, Molesme est catégorisée commune rurale à habitat dispersé, selon la nouvelle grille communale de densité à 7 niveaux définie par l'Insee en 2022.
Elle est située hors unité urbaine et hors attraction des villes,.

### Occupation des sols
L'occupation des sols de la commune, telle qu'elle ressort de la base de données européenne d’occupation biophysique des sols Corine Land Cover (CLC), est marquée par l'importance des forêts et milieux semi-naturels (62 % en 2018), en diminution par rapport à 1990 (63,3 %). La répartition détaillée en 2018 est la suivante : 
forêts (56,6 %), terres arables (31,4 %), milieux à végétation arbustive et/ou herbacée (5,4 %), cultures permanentes (3 %), zones urbanisées (1,5 %), prairies (1,2 %), zones agricoles hétérogènes (0,9 %). L'évolution de l’occupation des sols de la commune et de ses infrastructures peut être observée sur les différentes représentations cartographiques du territoire : la carte de Cassini (XVIIIe siècle), la carte d'état-major (1820-1866) et les cartes ou photos aériennes de l'IGN pour la période actuelle (1950 à aujourd'hui).

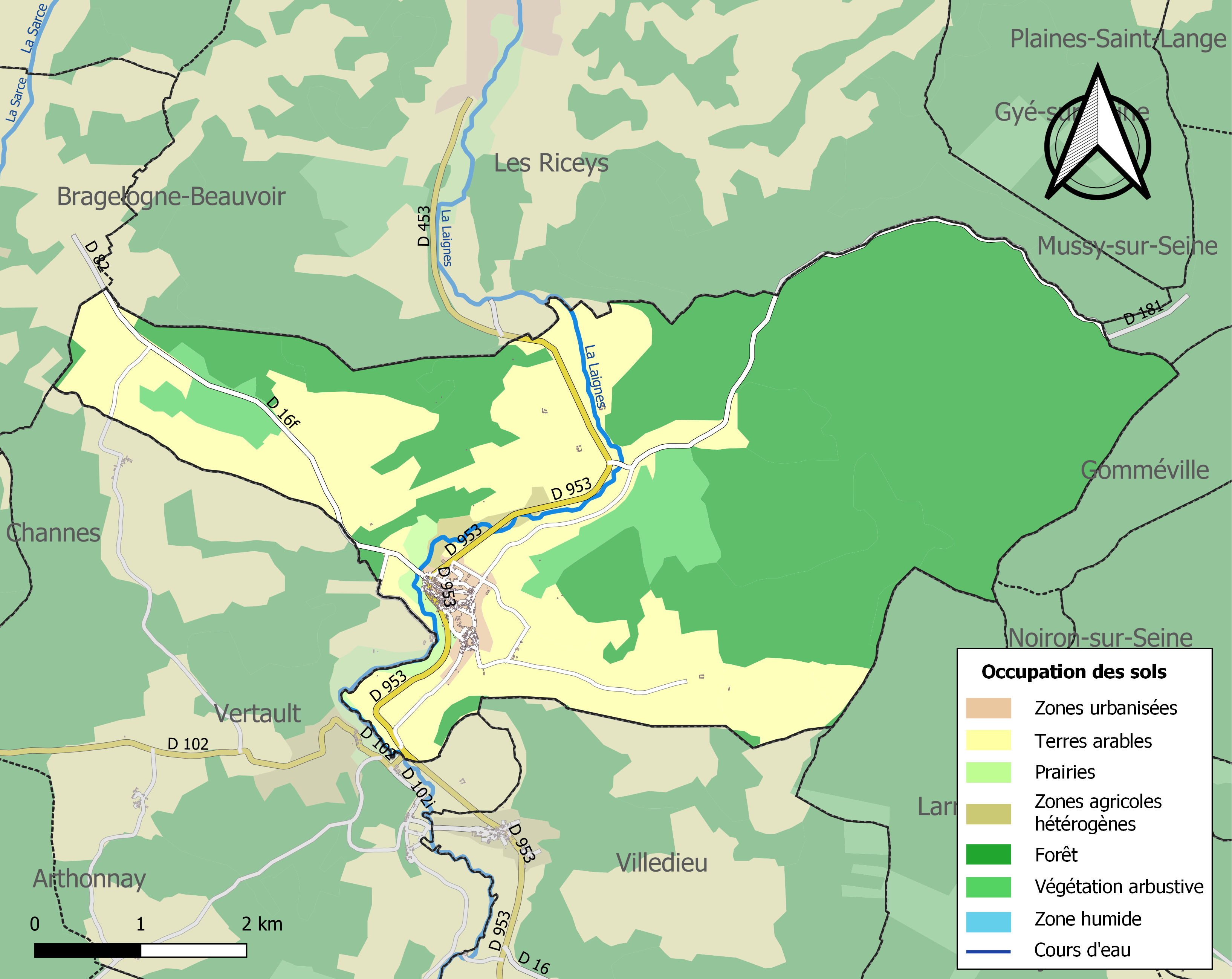
Carte des infrastructures et de l'occupation des sols de la commune en 2018 (CLC).

## Histoire

### Préhistoire et Antiquité
Des silex taillés et des tessons trouvés sur le plateau au-dessus des carrières de Prégnai témoignent d'une occupation du site dès le néolithique. Celle-ci ne se dément plus ensuite avec la découverte un bracelet en or de facture celtique et d'objets gallo-romains.

### Moyen Âge
Une importante nécropole mérovingienne est identifiée au lieu-dit « Croix Saint-Pierre ». Mais c'est au XIe siècle que l'histoire de Molesme prend toute son importance.
Robert, dit par la suite Robert de Molesme, après avoir été prieur de l'abbaye de Moûtiers-la-Celle dans le diocèse de Troyes puis abbé de Saint-Michel-de-Tonnerre dans le diocèse de Langres, est mandaté en 1075 par le pape Alexandre II auprès des ermites qui rejoignent Albéric dans la forêt de Collan près de Tonnerre. Robert fonde pour eux, deux ans plus tard, l'abbaye Notre-Dame de Molesme initialement constituée de cabanes en bois autour d'une chapelle. Elle s'enrichit et se développe rapidement, attirant de nombreux disciples dont Bernard de Clairvaux et Bruno de Cologne. En 1098, Albéric, Étienne Harding et 21 autres moines suivent Robert à Citeaux pour y fonder une nouvelle abbaye. Robert revient à Molesme au bout de deux ans et y meurt le 17 avril 1111.

### Époque moderne

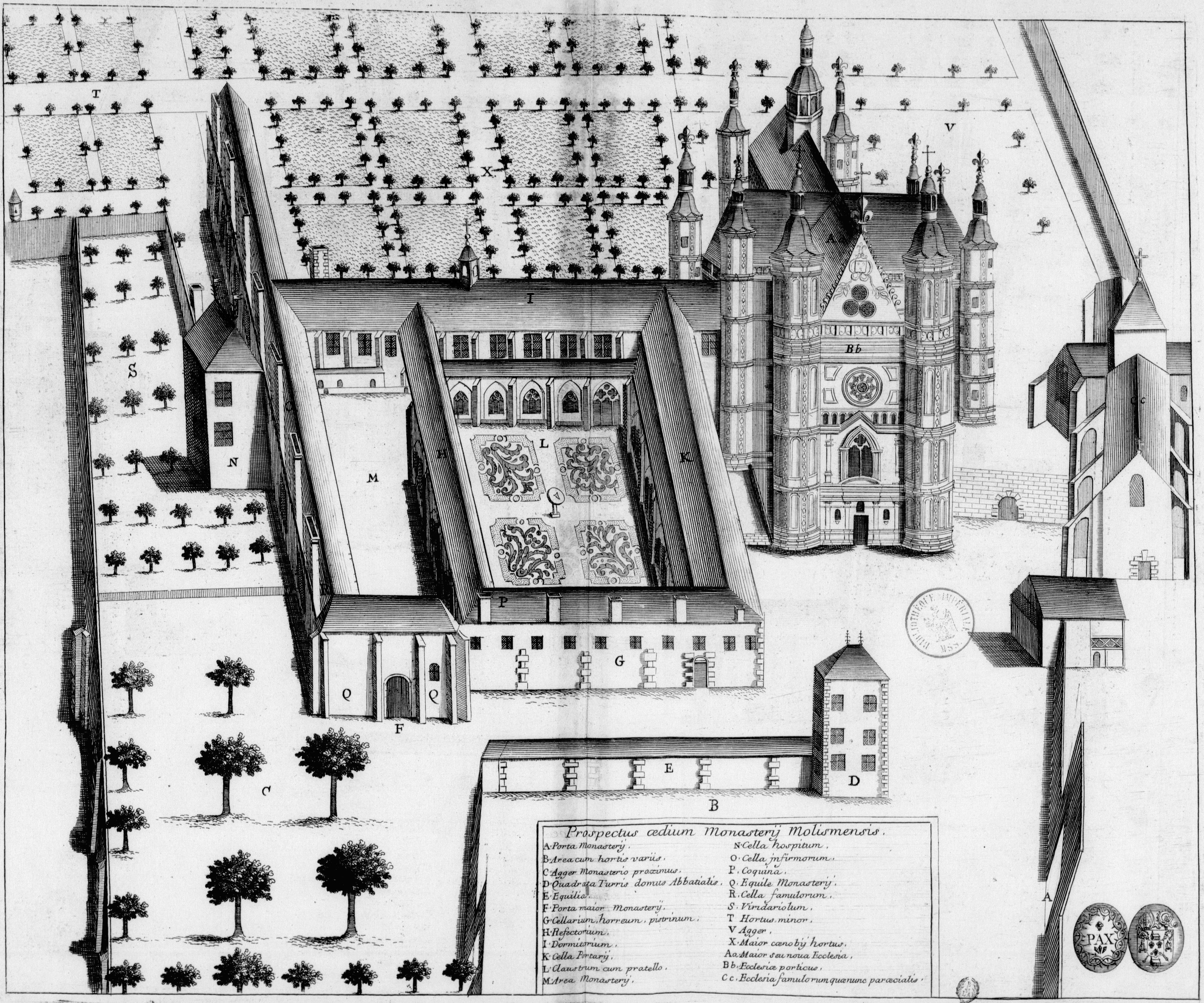
L’abbaye au XVIIe siècle, d'après le Monasticon Gallicanum.

Les travaux de construction de l'abbatiale dans son dernier état commencent en 1534. En 1687 est installé dans le chœur le mausolée de saint Robert, fondateur de l'Abbaye Notre-Dame de Molesme en 1075. L'abbatiale est célébrée avec enthousiasme par le bénédictin Dom Simon Briot, auteur d'un Petit abbrégé chronologique de l'histoire de l'Abbaye royalle Nostre-Dame de Molesme (1697). Ce n'est pourtant qu'en 1731 que sont achevées la façade et les dernières travées, et la gravure qui la représente dans le Monasticum Gallicanum (vers 1685) semble figurer en fait un projet d'achèvement.
Malgré l'appréciation admirative du commissaire chargé de l'inventaire des biens saisis, qui la trouvait « d'un goût unique et très belle », l'abbatiale fut totalement rasée après la Révolution, à partir de 1792.

## Politique et administration
| Période                                  | Période | Identité           | Étiquette | Qualité |
| ---------------------------------------- | ------- | ------------------ | --------- | ------- |
| mars 2001                                |         | Jacques Lazzarotti | DVD       |         |
| Les données manquantes sont à compléter. |         |                    |           |         |

Molesme appartient :
- à l'arrondissement de Montbard,
- au canton de Châtillon-sur-Seine

## Démographie
L'évolution du nombre d'habitants est connue à travers les recensements de la population effectués dans la commune depuis 1793. Pour les communes de moins de 10 000 habitants, une enquête de recensement portant sur toute la population est réalisée tous les cinq ans, les populations de référence des années intermédiaires étant quant à elles estimées par interpolation ou extrapolation. Pour la commune, le premier recensement exhaustif entrant dans le cadre du nouveau dispositif a été réalisé en 2007.

En 2022, la commune comptait 274 habitants, en évolution de +3,4 % par rapport à 2016 (Côte-d'Or : +0,82 %, France hors Mayotte : +2,11 %).
| 1793 | 1800 | 1806 | 1821 | 1831 | 1836 | 1841 | 1846 | 1851 |
| ---- | ---- | ---- | ---- | ---- | ---- | ---- | ---- | ---- |
| 903  | 855  | 876  | 839  | 890  | 892  | 884  | 848  | 860  |

| 1856 | 1861 | 1866 | 1872 | 1876 | 1881 | 1886 | 1891 | 1896 |
| ---- | ---- | ---- | ---- | ---- | ---- | ---- | ---- | ---- |
| 776  | 748  | 739  | 696  | 675  | 638  | 620  | 545  | 527  |

| 1901 | 1906 | 1911 | 1921 | 1926 | 1931 | 1936 | 1946 | 1954 |
| ---- | ---- | ---- | ---- | ---- | ---- | ---- | ---- | ---- |
| 503  | 505  | 473  | 380  | 381  | 349  | 352  | 370  | 297  |

| 1962 | 1968 | 1975 | 1982 | 1990 | 1999 | 2006 | 2007 | 2012 |
| ---- | ---- | ---- | ---- | ---- | ---- | ---- | ---- | ---- |
| 268  | 258  | 258  | 246  | 224  | 225  | 225  | 225  | 264  |

| 2017 | 2022 | - | - | - | - | - | - | - |
| ---- | ---- | - | - | - | - | - | - | - |
| 265  | 274  | - | - | - | - | - | - | - |

## Culture locale et patrimoine

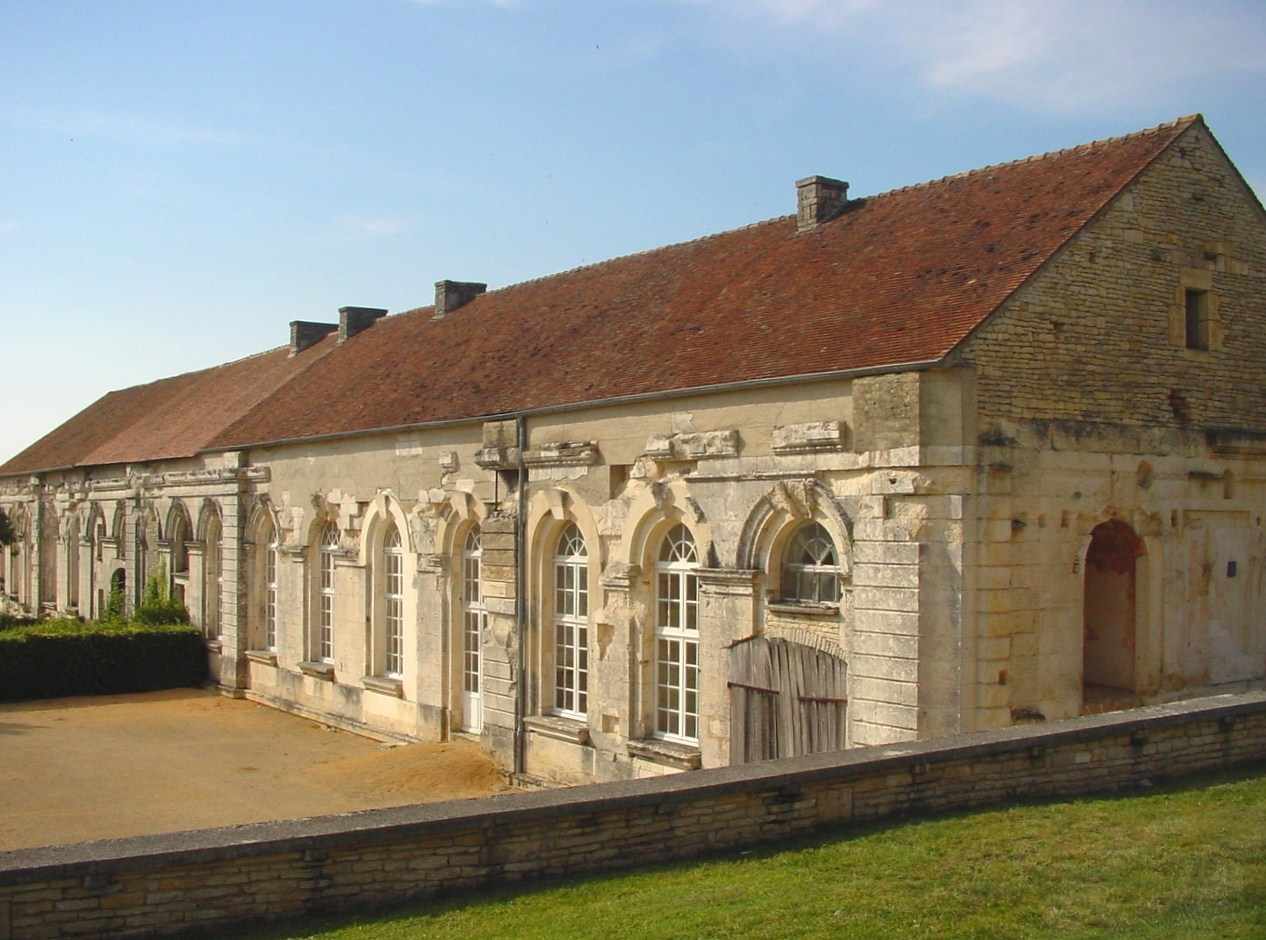
L’abbaye de Molesme.

### Lieux et monuments
- Restes de l'abbaye Notre-Dame de Molesme (moines bénédictins) fondée vers 1075 par le moine Robert.  Inscrit MH (1971)  Inscrit MH (1985)[18].
- Église Sainte-Croix de Molesme (XIIe siècle), ancienne chapelle des convers de l'abbaye Inscrit MH (1987)[19].

### Personnalités liées à la commune
- Robert de Molesme (v. 1029–1111), saint, fondateur de l'abbaye de Molesme[20] puis du prieuré bénédictin de l'Isle-Aumont (1097) et de l'abbaye de Cîteaux (1098), berceau de l'ordre cistercien.

### Héraldique
| Blason de Molesme | Blason  | De gueules aux deux crosses d'or passées en sautoir, cantonnées en chef et en pointe de deux abbayes d'or de profil et, aux flancs, de deux mitres d'argent, à l'écusson d'azur aux trois fleurs de lys d'or. |
| Blason de Molesme | Détails | Le statut officiel du blason reste à déterminer. |